# Mery (tư tế Osiris)
Đừng nhầm lẫn với Mery, tư tế của thần Amun.
Mery là một Đại tư tế của Osiris tại Abydos đã phục vụ dưới triều đại của pharaon Seti I và Ramesses II thuộc Vương triều thứ 19 trong lịch sử Ai Cập cổ đại. Ông đã kế nhiệm người cha là tư tế Hat dưới thời trị vì của Seti I.

## Tiểu sử
Mery là con trai của Hat, một Đại tư tế của Osiris, với phu nhân Iuy (còn được viết là Wiay). Mery kết hôn với Maianuy, con gái của Đại tư tế Tjay và phu nhân Buia. Hat là người kế nhiệm của Tjay, và cũng được nghĩ là anh em vợ (hoặc rể) của Tjay.
Mery và Maianuy sinh được ít nhất một người con trai là Wenennefer, người kế nhiệm Mery sau đó. Wenennefer lấy Tiy-Nefertari, con gái của Người trông coi các mỏ đá Qeni và phu nhân Wiay, sinh được 2 người con trai là Hori và Yuyu đều trở thành Đại tư tế của Osiris.
Mery kế nhiệm cha là Hat trong khoảng nửa sau thời trị vì của vua Seti I và tiếp tục công việc trong khoảng một thập niên đầu trị vì của vua Ramesses II.

## Chứng thực
Mery chủ yếu được biết đến cùng với người con trai Wenennefer. Một bức tượng đôi của hai người, hiện được lưu giữ Bảo tàng Cairo (số hiệu JE 35257), là nguồn chứng thực gia phả rõ ràng đối với gia đình Mery. Tên của Maianuy (vợ ông), Tjay và Buia (cha mẹ vợ của Mery) đều được nhắc trên đó.
Một tấm bia kỷ niệm của gia đình được tìm thấy tại Abydos cũng đang được lưu giữ Bảo tàng Cairo (số hiệu JE 35258) thuộc về Wenennefer; trên đó, Mery được mô tả là người cầm hai lá cờ trong tay. Khung cartouche của vua Ramesses II xuất hiện khắp trên đó.
Một mảnh vỡ từ nhà nguyện trong lăng mộ của Wenennefer tại Abydos có khắc những dòng chữ đề cập đến cha mẹ và vợ của Wenennefer.